# Wilhelm Rahmsdorf (Ökonom)
Wilhelm Rahmsdorf (* 18. September 1908 in Hildesheim; † 16. Juli 1983) war ein deutscher Ökonom und Bankmanager. Von 1964 bis 1976 war er Präsident der Landeszentralbank Niedersachsen.

## Berufliches
Rahmsdorf besuchte das Realgymnasium in Kassel und absolvierte dort eine Lehre bei der Deutschen Bank.
Seit 1933 war er bei der Reichsbank tätig. 1948 begann er seine Arbeit bei der Bank deutscher Länder. Rahmsdorf war 1950 bis 1956 bei der Landeszentralbank Nordrhein-Westfalen in Düsseldorf und 1962 bis 1964 deren Vizepräsident. Dazwischen war er von 1957 bis 1961 bei der Deutschen Bundesbank in Frankfurt am Main. 1964 bis September 1976 war er Präsident der Landeszentralbank Niedersachsen in Hannover und gleichzeitig Mitglied im Zentralbankrat der Bundesbank.

## Auszeichnungen
- 1968 Großes Bundesverdienstkreuz
- 1973 Großes Bundesverdienstkreuz mit Stern
- 1976 Großes Verdienstkreuz des Landes Niedersachsen

## Privates
Der Rotarier Rahmsdorf war seit 1938 verheiratet mit Annel, geb. Knoost, und hatte eine Tochter und einen Sohn.